# Ge Hong
Ge Hong (葛洪, pinyin, géhóng; 283 - 343), nombre de cortesía Zhichuan, apodado Baopu Zi, fue un erudito chino, autor prolífico de numerosos textos que no han llegado hasta la actualidad. Es conocido principalmente por su interés en la búsqueda de la inmortalidad taoísta y su investigación sobre las técnicas que (se supone) conducen a ella, expuestas en el Baopuzi. Este libro tuvo gran influencia en el desarrollo de la alquimia china, la práctica y el pensamiento taoístas, y sigue siendo hasta el día de hoy una obra de referencia para su estudio, a pesar de su arduo enfoque y los aspectos difíciles de interpretar de parte de su contenido. También ofrece un interés documental y filosófico sobre la sociedad de su época.
Entre los escritos que sí se han conservado se puede mencionar Biografías de los divinos inmortales, así como textos sobre medicina y farmacopea integrados en otros tratados de medicina china.
En la tradición china, Ge Hong es conocido como alquimista, médico, maestro taoísta e inmortal. Se le llama a veces Pequeño anciano inmortal para distinguirlo de su tío-abuelo Ge Xuan, apodado «el anciano inmortal».
Aunque se admite el año 343 como la fecha de su muerte por la mayoría de los historiadores modernos, una tradición taoísta sugiere que vivió más de 80 años, lo que reflejan algunas biografías.

## Biografía

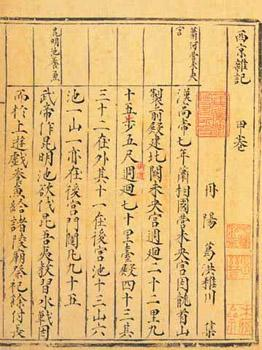
Biografía de Ge Hong en los anales locales.

Conocemos su historia, fundamentalmente, por su autobiografía en el posfacio del Neipian, fragmento esotérico del Baopuzi, y por su biografía oficial en el Libro de los Jin. Habría nacido en 283 en una familia de la alta sociedad de Jurong, distrito de Danyang, provincia del Jiangsu, no lejos de la Nankín actual. Según su propia confesión, no le gustaban ni los juegos de niños ni los estudios sesudos. La muerte de su padre cuando tenía doce años y la inestabilidad política de la época disminuirán sus posibilidades de hacer carrera. A los 13 o 14 años entra en la escuela de Zheng Yin, discípulo de Ge Xuan, un anciano de algo más de 80 años, que ofrece el tipo de enseñanza en boga en aquellos tiempos, mezcla de clásicos, astrología, adivinación y técnicas para alargar la vida. El maestro compartía una parte de su saber de modo esotérico, reservando ciertas informaciones a discípulos escogidos. Así, el mismo Ge Hong no fue autorizado a copiar más que algunos de los trabajos de referencia que mencionaría en el Neipian. 
En 303, inicia una corta carrera militar y contribuye a apagar una rebelión. Terminadas las campañas y promovido a general, piensa en volverse a la capital (Luoyang) para, dice, buscar libros raros, pero tal vez con intención de proseguir su carrera. Sea cual sea el motivo, una guerra interna que acaba de iniciarse en el Norte lo obliga a quedarse en el Sur donde, a duras penas, subsiste durante 8 años en Guangdong, en los montes Luofu, una de las tierras de inmortalidad de la tradición taoísta. Allí, al parecer, escribió mucho, particularmente el Baopuzi, y tal vez se hizo discípulo de Bao Jing (260-327), antiguo funcionario y alquimista, que le dio a su hija en matrimonio.
Vuelve a su región de origen en 314, tal vez formando parte de los premiados con un cargo honorífico por el Príncipe de Langya, Sima Rui (276-322), que trasladó la corte a Jiankang, cerca de Nankín, tras la caída de los Jin de occidente y llegaría a ser emperador de los Jin de oriente en 318. 
Después habría ocupado, a partir de 326, diversos cargos menores en la administración del primer ministro Wang Dao (276-339).
En 331, habría pedido ser destinado al actual Vietnam con el fin de recoger materiales para sus experimentos, pero durante el viaje fue retenido, junto con sus hijos y sobrinos que lo acompañaban, por Deng Yue, prefecto de Guangzhou. Se instaló nuevamente en los montes Luofu hasta su muerte en 343, rechazando las plazas y cargos que le propuso Deng Yue. La leyenda pretende que se convirtió en inmortal, dejando tras de sí un cadáver ligero como un sobre vacío.

## ElBaopuzi

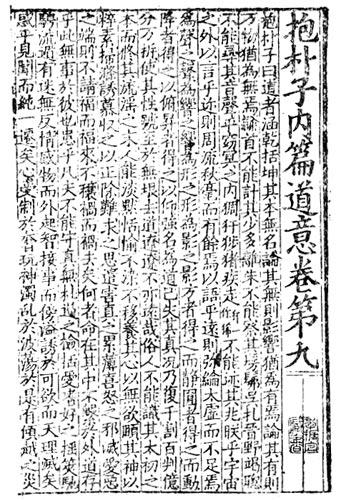
Fragmento del Neipian

Nombrado de acuerdo al sobrenombre que se había dado el autor, adopta la forma de una argumentación contra un contrincante imaginario y está dividido en dos partes que circularon independientemente hasta el siglo XIV: 
- el Neipian[12] u Obra esotérica en 20 capítulos, reúne textos sobre la inmortalidad y sus técnicas. Aquí Ge Hong argumenta a favor de la posibilidad de lograr la inmortalidad, sin que sea necesaria la intervención del Cielo. Expone diferentes técnicas empleadas a tal efecto : alquimia y farmacopea natural, siendo preferible la primera, gimnasia, técnicas respiratorias, prácticas sexuales. Sin olvidar el aspecto moral. En el posfacio se encuentra la autobiografía del autor. Esta obra, que contiene descripciones detalladas de los experimentos y de las recetas, está considerada como una síntesis bastante completa de los conocimientos alquímicos de la época.  Pudo influir, pues, en la alquimia árabe, que obtiene una parte de sus fuentes de China, y, a través de ella, en la alquimia europea, que de algún modo es su sucesora.
- El Waipian[13] u Obra exotérica en 50 capítulos, reúne textos sobre asuntos diversos: comentarios sociales, militares, políticos y literarios. El conjunto abunda en alusiones y citas, prueba de erudición. Ge Hong presenta la escritura como producto virtuoso de la educación.

Ge Hong preconiza la adopción de las prácticas yang sheng de entrenamiento del cuerpo e inmortalidad para la vida espiritual, y de la moral confuciana para las relaciones sociales. Adopta también posiciones cercanas a los legalistas en cuanto al mantenimiento del orden. Se trata de un sincretismo filosófico que debió ser compartido con bastante amplitud por sus semejantes, hombres de letras atraídos por el misticismo pero que jugaban un rol activo en la sociedad.

## Lugar dentro del taoísmo

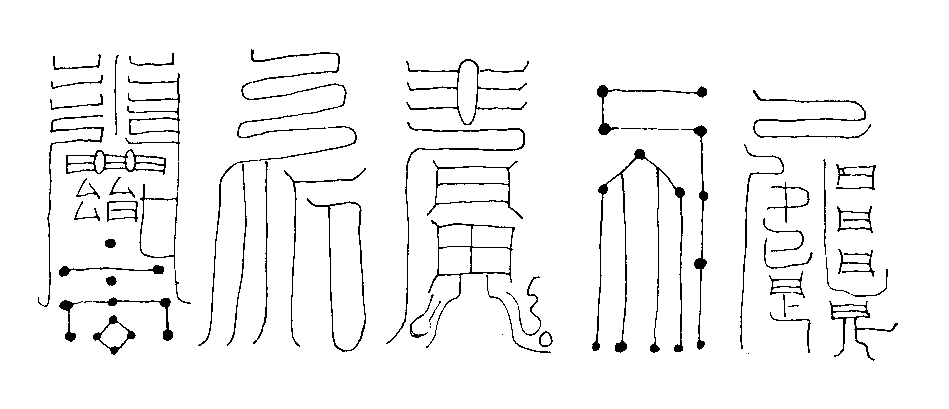
Diagramas de las cinco montañas sagradas del taoísmo en el Baopuzi

Es imposible de saber sí en su tiempo Ge Hong estaba asociado a una corriente determinada, cosa tampoco posible para sus dos maestros, en los que se reconocen diversas influencias, lo que no tiene nada de asombroso a tenor de su gran erudición. Se sabe que Zheng Yin daba preferencia al Jindan y poseía textos que serían integrados en el canon de la corriente Shangqing. Bao Jing es presentado a menudo como síntesis de la Escuela de los brujos y de la Escuela Jin a la cual pertenece el Tratado esotérico de los Tres Augustos Soberanos, que sigue la corriente Sanhuang. Ge Hong no parece  haber tenido discípulos y ejercerá su importante influencia sobre el taoísmo gracias a sus escritos y tal vez, a su ejemplo en vida y su prestigio personal. 
Sea como fuere, numerosos taoístas afirmarán seguir su tradición, en particular las corrientes alquímicas, pero también la escuela de Lingbao, fundada por su nieto Ge Chaofu. Se le rinde culto como inmortal; hay templos consagrados a él, como por ejemplo uno cerca de Hangzhou al norte del lago del Oeste (Xihu). Diferentes sitios se arrogan ser el lugar de redacción del Baopuzi o de la metamorfosis del autor.

### Obras de Ge Hong
- «El que abraza la sencillez» (en chino, 抱朴子; pinyin, bàopǔ zǐ, )
- «Disección de los misterios del bosque de los sueños» (en chino tradicional, 夢林玄解; en chino simplificado, 梦林玄解; pinyin, mènglín xuánjiě / , )
- «Biografía de los Inmortales» (en chino, 神仙傳en chino simplificado, 神仙传; pinyin, shénxiān zhuàn, , )
- en chino tradicional, 肘後救卒方; en chino simplificado, 肘后; pinyin, zhǒu hòu jiù zú fāng

### Traducción de los títulos (al francés)
1. ↑  Zhichuan : 稚川 « jeune rivière »
2. ↑  Baopu Zi: 抱朴子 «celui qui embrasse la simplicité»
3. ↑  Biographies des divins immortels: 神仙傳
4. ↑  Petit vieillard immortel : 小仙翁
5. ↑  le vieillard immortel : 葛仙翁
6. ↑  Livre des Jin : 晉書
7. ↑  Danyang : 丹陽
8. ↑  Jurong : 句容
9. ↑  Zheng Yin : 鄭隱
10. ↑  Bao Jing : 鮑靚
11. ↑  Wang Dao : 王導
12. ↑  Neipian : 內篇
13. ↑  Waipian : 外篇
14. ↑  yang sheng : 養生
15. ↑  l'École des sorciers : 巫道
16. ↑  l'École Jin : 帛家道
17. ↑  Traité ésotérique des Trois Augustes Souverains : 三皇內文

### Traducciones de las obras
- Ge Hong La Voie des divins immortels. Les chapitres discursifs du Baopuzi neipian, traduit par Philippe Che, Paris, Gallimard, 1999, coll. « Connaissance de l’Orient ».
- Ge Hong, "L'art de cultiver la vie. traduction du chap. XIII du Baopuzi neipian ", Impressions d'Extrême-Orient, trad. Philippe Che, n° 4, 2014..
- Ge Hong Alchemy, medicine and religión in the China of A.D.320, the Nei P'ien of Ko Hung, traducido por James Ware, M.I.T.press, 1966/1981 (traducción integral del Neipian).

### Estudios sobre Ge Hong
- Joseph Needham, Ciencia and Civilización in Tiñió, vuelo. V:3, p. 75-113, Cambridge, 1976.
- Isabelle Robinet, Histoire du taoïsme, Cerf, 1991.
- Pierre-Henry de Bruyn, « Un corps en quête d’immortalité : Ge Hong », in Le Taoïsme, Chemins de découverte. Paris : CNRS éditions, coll. « Réseau Asie », 2009.
- Philippe Che, "Les arts de la chambre chez Ge Hong", Impressions d'Extrême-Orient, n° 3, 2013.